# 4e régiment de dragons (Autriche)
Pour les articles homonymes, voir 4e régiment.
Pour le régiment de dragons austro-hongrois portant le numéro 4 après 1867, voir 4e régiment de dragons (Autriche-Hongrie).
Le 4e régiment de dragons, connu à partir de 1849 comme 4e régiment de dragons « Léopold II, grand-duc de Toscane », est une unité de l'Armée impériale autrichienne. Cette unité a été créée en 1733 et est dissoute en 1860.

## Création et différentes dénominations
- 1733 : formation du régiment de dragons « D'Ollone (de) » (Dragoner-Regiment D'Ollone)[1]
- 1773 : devient un régiment de chevaux-légers (Chevaux-legers-Regiment)
- 1798 : devient 14e régiment de dragons légers (leichtes Dragoner-Regiment Nr 14)[1]
- 1802 : devient 4e régiment de dragons (Dragoner-Regiment Nr 4)[1],[2]
- 1860 : dissous[1]

## Uniforme

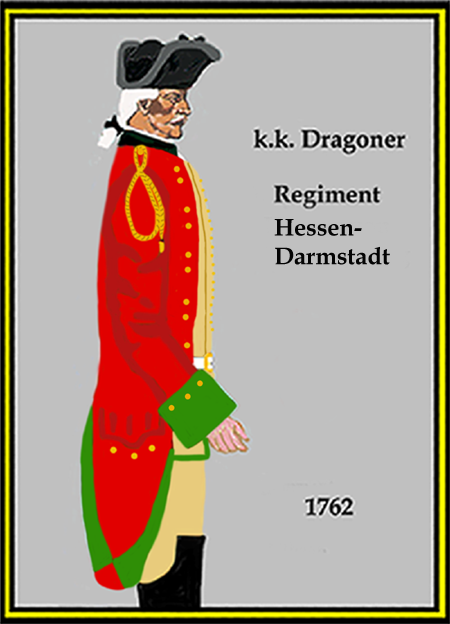
Uniforme au milieu du XVIIIe siècle.

Le régiment porte, au milieu du XVIIIe siècle une veste rouge pavot sans revers avec parements verts, une fourragère et des boutons jaunes, des hauts-de-chausses jaune paille et un gilet de même couleur à parements verts. Le 14e régiment de dragons légers reçoit en 1798 un uniforme vert foncé avec couleur distinctive jaune impérial et boutons blancs. En décembre 1801, le 4e régiment de dragons reçoit un uniforme blanc, avec couleur distinctive rouge vif et boutons blancs, ces couleurs restant jusqu'à la dissolution du régiment en 1860,.